# Birgerius microps
Birgerius microps là một loài nhện trong họ Linyphiidae.
Loài này thuộc chi Birgerius. Birgerius microps được Eugène Simon miêu tả năm 1911.